# Nitromannit
Nitromannit, heksaazotan mannitolu, C
6H
8(ONO
2)
6 – organiczny związek chemiczny, ester kwasu azotowego i mannitu.
Materiał wybuchowy o prędkości detonacji 8260 m/s przy gęstości 1,73 g/cm³.
W temperaturze pokojowej jest to biała substancja krystaliczna o właściwościach wybuchowych, stosowana do wyrobu spłonek detonujących oraz w lecznictwie – ma działanie wazodylatacyjne, powoduje zwiotczenie ścian naczyń krwionośnych.